# Barão de Santa Clara
Barão de Santa Clara é um título nobiliárquico criado por D. Pedro II do Brasil por carta de 28 de dezembro de 1872, a favor de Manuel Francisco Albernaz.
Titulares
1. Manuel Francisco Albernaz (1802–1875);
2. Carlos Teodoro de Sousa Fortes.